# Thiago Cionek
Thiago Rangel Cionek (Curitiba, 21 de abril de 1986) é um futebolista brasileiro-polaco que atua como zagueiro. Atualmente, joga pelo ?.

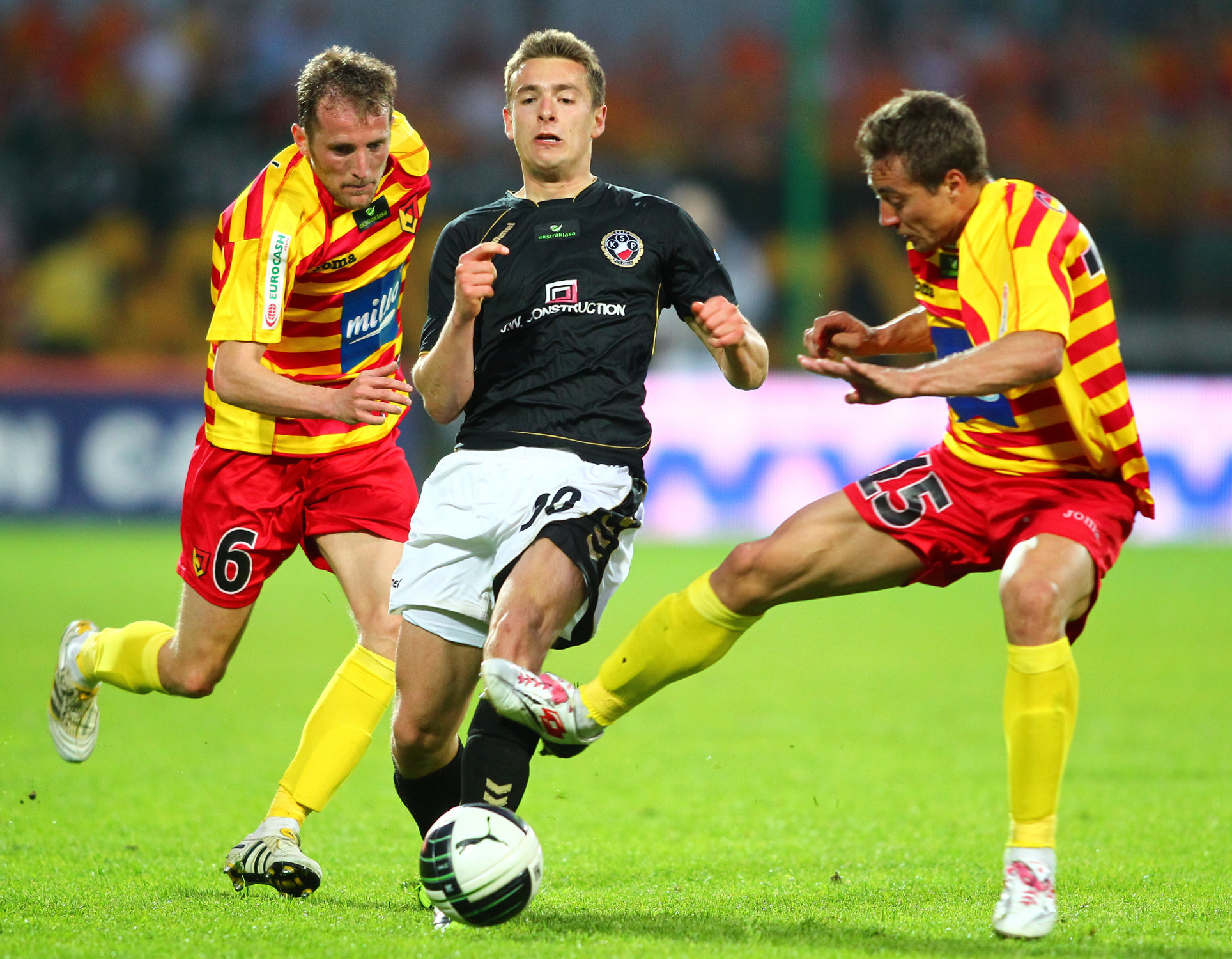
Luka Pejović, Artur Sobiech e Thiago

## Carreira
Iniciou sua carreira no Cuiabá, jogando pelo clube até 2006. No ano seguinte, foi a Portugal, onde atuaria pelo Grupo Desportivo de Bragança, fazendo apenas 2 partidas. Voltou ao futebol brasileiro no mesmo ano, sendo contratado pelo CRB.
Em 2008, foi contratado pelo Jagiellonia Białystok Sportowa Spółka Akcyjna, atuando por 4 temporadas e jogando 91 partidas, com 3 gols marcados. Desde a temporada 2012-13 que o zagueiro atua no futebol italiano, tendo passagens por Padova e Modena antes de assinar com o Palermo em janeiro de 2016.

## Seleção Polonesa
Tendo obtido o reconhecimento da nacionalidade polonesa por direito de sangue, quando ainda defendia o Jagiellonia Białystok, Thiago passou a ser elegível para representar a Seleção Polonesa de Futebol. Sua estreia foi em maio de 2014, entrando no lugar de Maciej Wilusz no segundo tempo do amistoso contra a Alemanha, disputado em Hamburgo. Ele fez parte do elenco da Seleção Polonesa de Futebol da Eurocopa de 2016.

## Títulos
Jagiellonia Białystok
- Copa da Polónia: 2009/10
- Supercopa da Polônia: 2010